# Elias I. (Maine)
Elias I. von Maine (franz.: Hélie oder Élie; † 11. Juli 1110), auch Elias von Beaugency oder Elias von La Flèche genannt, war von 1093 bis 1110 ein Graf von Maine.

## Biographie
Er stammte aus einem Nebenzweig der Familie der Herren von Beaugency, von seinem Vater Johann († vor 1097) erbte er die Herrschaft über die Burg von La Flèche, wodurch er ein Vasall des Grafen von Anjou wurde. Elias’ Mutter war Paula von Maine, eine Tochter des Grafen Herbert I. Wachhund von Maine, über die er einen Anspruch auf die in jener Zeit hart umkämpfte Grafschaft Maine hatte.
Elias war ein Gegner der normannischen Herrschaft im Maine durch Robert Kurzhose und eroberte 1089 die Burg von Ballon. 1090 nahm er den Bischof von Le Mans gefangen, weil dieser die Normannen unterstützte. 1093 kaufte Elias seinem Vetter Graf Hugo V. die Rechte auf Maine für 10.000 Schilling ab und konnte sich mit der Unterstützung des Grafen Fulko IV. von Anjou gegen Robert Kurzhose behaupten, der anschließend auf den ersten Kreuzzug ging.
Danach musste er sich eines Angriffes von Roberts Bruder, König Wilhelm II. Rufus von England, erwehren, wurde aber 1098 von dessen Vasallen Robert de Bellême gefangen genommen und nach Rouen gebracht. Zugleich ging Le Mans an Wilhelm Rufus verloren. Nachdem Elias freigelassen worden war, zog er sich nach Le Flèche zurück und nahm zusammen mit seinem Freund Gottfried IV. von Anjou den Kampf gegen Wilhelm Rufus auf, aber erst dessen Tod 1100 ermöglichte ihm die Rückeroberung von Le Mans nach einer dreimonatigen Belagerung.
In den folgenden Jahren unterstützte Elias den Erbgrafen Gottfried IV. von Anjou, den er mit seiner Tochter verlobte, bei dessen Revolte gegen den Vater und war auch beim Tod Gottfrieds vor der Burg von Carné 1106 dabei. Als Robert Kurzhose 1101 aus dem heiligen Land zurückgekehrt war, hatte sich Elias mit König Heinrich I. von England verbündet, den er entscheidend in der Schlacht bei Tinchebray (1106) unterstützte, als er die Reserve Heinrichs gegen das Heer Roberts führte, dessen Linie durchbrach und damit dessen Niederlage besiegelte.
Danach entledigte sich Elias des normannischen Einflusses, indem er sich wieder seinem alten Verbündeten Graf Fulko IV. von Anjou annäherte. Aus seiner Ehe mit Mathilde von Château-du-Loir († 1099) hatte er die Tochter Eremburge († 14. Januar 1126), die ihn in Maine beerben sollte. Nach dem Tod Gottfrieds IV. wurde sie mit dessen Halbbruder Fulko V. verlobt, den sie dann auch heiratete.
Elias war in einer zweiten Ehe mit Agnes von Poitou verheiratet, einer Tochter Herzog Wilhelms VIII. von Aquitanien und Ex-Ehefrau des Königs Alfons VI. von Kastilien, mit der er keine Kinder hatte.

## Anmerkung
1. ↑  Orderic Vitalis benannte Paula von Maine in seiner Chronik als Ehefrau sowohl von Johann von La Flèche als auch von dessen Vater Lancelin I. von Beaugency († zwischen 1051 und 1060), wobei aus chronologischen Gründen der Erstgenannte als Ehemann eher wahrscheinlich ist.

| Vorgänger | Amt                      | Nachfolger |
| --------- | ------------------------ | ---------- |
| Hugo V.   | Graf von Maine 1093–1110 | Eremburg   |

| Personendaten    | Personendaten                                                             |
| ---------------- | ------------------------------------------------------------------------- |
| NAME             | Elias I.                                                                  |
| ALTERNATIVNAMEN  | Elias I. von Maine; Elias von Beaugency; Elias von La Flèche; Hélie; Élie |
| KURZBESCHREIBUNG | Graf von Maine                                                            |
| GEBURTSDATUM     | 11. Jahrhundert                                                           |
| STERBEDATUM      | 11. Juli 1110                                                             |